# Tiger Bay (album)
Tiger Bay è il terzo album in studio del gruppo musicale inglese Saint Etienne, pubblicato nel 1994.

## Tracce
Testi e musiche di Bob Stanley e Pete Wiggs, eccetto dove indicato.

### Edizione UK (Heavenly)
1. Urban Clearway – 3:58
2. Former Lover – 3:49
3. Hug My Soul – 4:15 (Guy Batson, Sarah Cracknell, Johnny Male)
4. Like a Motorway – 5:42
5. On the Shore – 4:06
6. Marble Lions – 4:35 (Mick Bund, Cracknell)
7. Pale Movie – 3:52
8. Cool Kids of Death – 5:49
9. Western Wind – 1:33 (Traditional)
10. Tankerville – 4:01
11. Western Wind – 1:37 (Traditional)
12. The Boy Scouts of America – 2:57

### Edizione USA (Warner Bros.)
1. Urban Clearway – 3:58
2. Hug My Soul – 4:15 (Batson, Cracknell, Male)
3. Former Lover – 3:49
4. Like a Motorway – 5:42
5. On the Shore – 4:06
6. Marble Lions – 4:35 (Bund, Cracknell)
7. Pale Movie – 3:52
8. Cool Kids of Death – 5:49
9. I Was Born on Christmas Day – 3:11 (Ian Catt, Stanley, Wiggs)
10. The Boy Scouts of America – 2:57
11. Hug My Soul (alternative version) – 4:23 (Batson, Cracknell, Male)
12. Like a Motorway (alternative version) – 5:25

## Formazione
- Sarah Cracknell
- Bob Stanley
- Pete Wiggs
- Ian Catt